# یواس‌اس پل
یواس‌اس پل ممکن است به یکی از موارد زیر اشاره داشته باشد:
- یواس‌اس پل (اف‌اف-۱۰۸۰)
- یواس‌اس پل (ای‌اف-۱)